# Kathryn Frost
Kathryn Frost (* 7. November 1948 als Kathryn George in Dillon County, South Carolina; † 18. August 2006 in Fort Myer, Virginia) war ein Major General der US Army. Sie war während ihrer Dienstzeit die ranghöchste Frau der US Army.

## Leben
Nach dem Studium der Erziehungswissenschaften, das sie mit einem Bachelor of Arts der University of South Carolina und einem Master of Arts in Erziehungsberatung der Wayne State University abschloss, trat Frost 1974 in das Frauenkorps der US Army ein.
Nach Dienstzeiten in Berlin war sie einige Jahre Stabsmitarbeiterin für Soziales im Weißen Haus und später Verbindungsoffizier von General Colin Powell zum Kongress, als dieser von 1989 bis 1993 Vorsitzender der Joint Chiefs of Staff war. Sie war zudem Absolventin des Army War College.
1996 wurde Kathryn zum Brigadier General befördert und stellvertretender Kommandeur der US Army & Air Force Exchange Service (USAAFES). Diese Einrichtung betreut die Restaurants und Einkaufscenter in den Standorten der US Army und der US Air Force. Im Sommer 1998 wurde sie Generaladjudantin der US Army und wurde während dieser vierjährigen Dienstzeit zum Major General ernannt.
Kurz bevor sie im August 2002 Kommandeur des USAAFES wurde, wurde bei ihr eine Brustkrebserkrankung festgestellt. Im April 2005 schied sie aus dem Militärdienst aus. Nach ihrem Ausscheiden wurde ihr das Amt einer Verwaltungsdirektorin der Amerikanischen Gesellschaft der Universitätsabsolventinnen (American Association of University Women) angeboten. Dieses Angebot musste sie jedoch aus Gesundheitsgründen ablehnen.
Frost war seit August 1998 mit dem US-Kongressabgeordneten Martin Frost aus Texas verheiratet.

## Auszeichnungen
Auswahl der Dekorationen, sortiert in Anlehnung der Order of Precedence of Military Awards:
- Army Distinguished Service Medal
- Defense Superior Service Medal
- Legion of Merit
- Army Commendation Medal